# سگ‌های انباری (بازی ویدئویی)
سگ‌های انباری (به انگلیسی Reservoir Dogs) عنوان یک بازی ویدئویی است که براساس یک فیلم با همین نام ساخته کوئنتین تارانتینو می‌باشد. بازی در سال ۲۰۰۶ منتشر و به خاطر خشونت بیش از حدی که داشت در استرالیا و نیوزلند ممنوع شد.

## گیم‌پلی
بازی شامل بخش‌های تیراندازی سوم شخص و رانندگی است. مکانیک‌های بازی به بازیکن توصیه می‌کند گروگان بگیرد و از کشتار گسترده پرهیز کند: در سیستم امتیازدهی، بازیکن در صورت کشتن تعداد زیادی از دشمنان ممکن است به عنوان «دیوانه» (Psycho) رتبه‌بندی شود، اما اگر از خونریزی غیرضروری اجتناب کند، عنوان «حرفه‌ای» (Professional) را دریافت می‌کند.

## داستان
بازی از همان طرح داستانی فیلم پیروی می‌کند، فقط آن را گسترش داده و رویدادها و برنامه‌ریزی‌های سرقت را با جزئیات بیشتری نشان می‌دهد. داستان حول هشت مجرم می‌گردد که دست به سرقت جواهرات می‌زنند. شش نفر از آن‌ها با نام‌های مستعار آقای بلوند، آقای سفید، آقای صورتی، آقای نارنجی، آقای آبی و آقای قهوه‌ای شناخته می‌شوند، و دو نفر دیگر، جو و پسرش ادی کابوت، مسئول برنامه‌ریزی سرقت هستند. در حین سرقت، پلیس زودتر از زمان مورد انتظار می‌رسد، که نشان‌دهنده این است که یکی از اعضای گروه به پلیس خبر داده است. بلوند که از این موضوع خشمگین شده، شروع به تیراندازی می‌کند و تقریباً کل مأموریت را به خطر می‌اندازد. آقای صورتی موفق می‌شود با الماس‌ها فرار کند و آن‌ها را در مکانی امن پنهان کند. سپس در یک انبار به آقای سفید و آقای نارنجی (که تیر خورده و به شدت خونریزی دارد) ملحق می‌شود، چرا که آقای قهوه‌ای کشته شده و آقای آبی و بلوند ناپدید شده‌اند. پس از مشاجره صورتی و سفید درباره اینکه آیا نارنجی را به بیمارستان ببرند یا نه، بلوند به انبار می‌رسد.  
بلوند فاش می‌کند که یک افسر پلیس را در صندوق عقب ماشینش زندانی کرده است. پس از کتک زدن افسر برای گرفتن اطلاعات، ادی می‌رسد و سپس به همراه سفید و صورتی انبار را ترک می‌کنند تا الماس‌ها را بردارند و ماشین‌های فرار را رها کنند. پس از رفتن آن‌ها، بلوند شروع به شکنجه افسر پلیس می‌کند، صورتش را می‌برد و گوشش را قطع می‌کند. سپس قصد دارد او را آتش بزند که نارنجی، با وجود جراحت شدید، بلوند را به ضرب گلوله می‌کشد. نارنجی به افسر پلیس اعتراف می‌کند که خودش یک پلیس مخفی است و نیروهای کمکی منتظرند تا جو به انبار برسد قبل از اینکه وارد عمل شوند. در جریان سرقت، آقای آبی نیز در یک سینما آخرین مقاومت را در برابر پلیس انجام می‌دهد و کشته می‌شود.  
در زمان حال، ادی، جو، صورتی و سفید با الماس‌ها به انبار بازمی‌گردند و جسد بلوند را می‌بینند. پس از کشتن افسر پلیس، ادی از نارنجی می‌پرسد چرا بلوند را کشته—کسی که دوست قدیمی خانواده بود و چهار سال به جرم پدرش در زندان گذرانده بود—و او را متهم می‌کند که خائنِ عامل لو رفتن مأموریت است و تهدید به کشتنش می‌کند. سفید سپس تهدید می‌کند که اگر به نارنجی شلیک کنند، هر دو جو و ادی را خواهد کشت. جو و ادی اسلحه‌هایشان را به سمت نارنجی می‌گیرند، در حالی که سفید اسلحه را به سمت کابوت‌ها نشانه می‌رود و یک وضعیت بن‌بست مرگبار ایجاد می‌شود. همه شلیک می‌کنند؛ جو و ادی کشته می‌شوند و سفید و نارنجی هر دو زخمی می‌شوند. صورتی، تنها کسی که اصابت گلوله نخورده، با الماس‌ها فرار می‌کند. پس از لحظه‌ای درنگ، نارنجی به سفید اعتراف می‌کند که پلیس است. سفید اسلحه را به سر نارنجی نشانه می‌رود، اما قبل از شلیک، پلیس به انبار حمله می‌کند. مأموران به سفید دستور می‌دهند تسلیم شود، اما او به نارنجی شلیک می‌کند و سپس خودش توسط پلیس کشته می‌شود.  
بسته به اقدامات بازیکن در طول بازی، سه پایان مختلف برای سرنوشت آقای صورتی وجود دارد:  
- در پایان «دیوانه»، او درگیر تیراندازی با پلیس می‌شود و کشته می‌شود.  
- در پایان «خنثی»، او سعی می‌کند با ماشین و الماس‌ها فرار کند، اما پلیس او را متوقف و دستگیر می‌کند.  
- در پایان «حرفه‌ای»، او زیر یک ماشین پنهان می‌شود وقتی پلیس به انبار می‌رسد، سپس با دزدیدن ماشین پلیس موفق به فرار می‌شود، اما الماس‌ها را جا می‌گذارد.

## موسیقی
موسیقی متن اصلی بازی توسط مارک کانهام، ریچارد آیتکن و ادوین اسکروجی ساخته شده و یک قطعه اضافی هم توسط تاد بیکر آهنگسازی شده است. در بخش های رانندگی بازی، موسیقی کامل و اصلی فیلم با نام ابرصداهای دهه هفتاد کی بیلی نیز قابل پخش است. این بازی در سومین دوره جوایز آکادمی بریتانیایی بازی ها نامزد دریافت جایزه بهترین موسیقی متن شد.

## صدا پیشگان و بازیگران
جک مک گی در نقش آقای سفید / لری دیمیک
مایکل مدسن در نقش آقای بلوند / ویک وگا (بازیگر اصلی فیلم که این نقش را دوباره ایفا کرده)  
مایکل کورناچیا در نقش ادی کابوت
ویتوس کرن در نقش آقای صورتی
جو هانا در نقش جو کابوت
خری پیتون در نقش آقای آبی 
الکس دی در نقش آقای قهوه‌ای  
اسکات منویل در نقش آقای نارنجی / فردی نیواندایک